# Jay Inslee

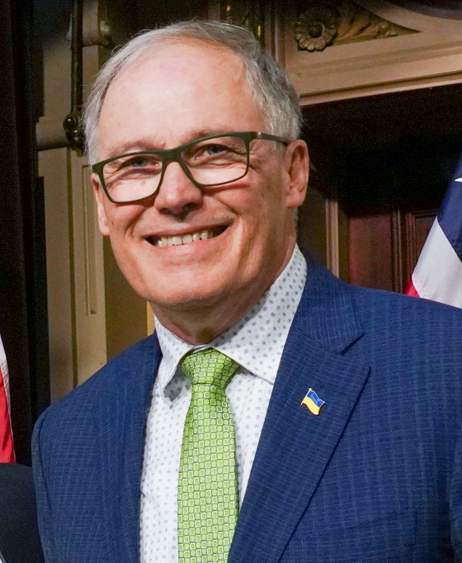
Jay Inslee (2024)

Jay Robert Inslee (* 9. Februar 1951 in Seattle, Washington) ist ein US-amerikanischer Politiker. Er war vom 16. Januar 2013 bis zum 15. Januar 2025 Gouverneur des US-Bundesstaates Washington.

## Werdegang
Jay Inslee besuchte bis 1969 die Ingraham High School. Danach studierte er in den Jahren 1969 und 1970 an der Stanford University in Kalifornien und dann bis 1972 an der University of Washington. Nach einem Jurastudium an der Willamette University in Oregon und seiner im Jahr 1976 erfolgten Zulassung als Rechtsanwalt begann er in seinem neuen Beruf zu arbeiten. Zwischen 1976 und 1984 war Inslee juristischer Vertreter der Stadt Selah.
Politisch schloss sich Inslee der Demokratischen Partei an. Zwischen 1988 und 1992 saß er als Abgeordneter im Repräsentantenhaus von Washington. Bei den Kongresswahlen 1992 wurde er im vierten Wahlbezirk seines Staates in das US-Repräsentantenhaus in Washington, D.C. gewählt, wo er am 3. Januar 1993 die Nachfolge des Republikaners Sid Morrison antrat. Da er im Jahr 1994 nicht bestätigt wurde, konnte er bis zum 3. Januar 1995 zunächst nur eine Legislaturperiode im Kongress absolvieren. 1996 strebte Inslee erfolglos die Nominierung seiner Partei für die Gouverneurswahlen an. Zwischen 1997 und 1998 war er regionaler Abteilungsleiter im US-Gesundheitsministerium.
1998 wurde Inslee im ersten Distrikt von Washington erneut in den Kongress gewählt. Dort löste er am 3. Januar 1999 Rick White ab. Im Kongress galt Inslee als progressiv; er war ein entschiedener Gegner des Irakkrieges. Er war Mitglied im Ausschuss für Energie und Handel sowie im Ausschuss zur Verwaltung der Bodenschätze (Committee on Natural Resources). Außerdem war er in je zwei Unterausschüssen vertreten. Seit 1972 ist er mit Trudi Inslee verheiratet, mit der er drei Söhne hat.
Am 20. März 2012 legte er sein Mandat nieder, um sich seiner Kandidatur als Gouverneur von Washington zu widmen. Die Wahl, die Anfang November 2012 stattfand, konnte Inslee knapp für sich entscheiden, als er rund 51 Prozent der Wählerstimmen auf sich vereinen konnte.
Im Februar 2014 verhängte Inslee ein Moratorium über die Vollstreckung der Todesstrafe in dem von ihm regierten US-Bundesstaat.
Am 8. November 2016 gewann Inslee erneut bei den Gouverneurswahlen in Washington mit klarem Abstand. Im Januar 2017 konnte er daraufhin eine zweite Amtsperiode antreten.
Im Juni 2017 übte der Gouverneur scharfe Kritik an dem von US-Präsident Donald Trump angekündigten Ausstieg der USA aus dem Übereinkommen von Paris zum weltweiten Klimaschutz. Gleichzeitig kündigte er eine Fortsetzung und Intensivierung der Bemühungen seines Staates zur Bekämpfung des Klimawandels an. Außerdem schloss sich Washington einer Allianz für Klimaschutz von anderen Bundesstaaten an. Dazu zählten die ebenfalls demokratisch regierten Staaten Kalifornien, New York und Virginia. Auch der Gouverneur von Massachusetts, Charlie Baker, ein gemäßigter Republikaner, schloss sich der Koalition an.
Am 1. März 2019 gab Inslee seine Bewerbung für die Kandidatur bei den US-Präsidentschaftswahlen 2020 bekannt. Im August beendete er seine Kandidatur und entschied sich eine weitere Amtszeit als Gouverneur anzustreben. Im November 2020 wurde er mit 56,6 % der Stimmen wiedergewählt. Anfang Mai 2023 erklärte Inslee, dass er 2024 nicht zur Wiederwahl für eine vierte Amtszeit als Gouverneur antrete.
Inslees Vorschlag zur Gründung eines American Climate Corps während seiner Präsidentschaftskandidatur wurde 2023 durch die Regierung Biden übernommen.